# Susan Howson
Susan Howson (1973) é uma matemática britânica, que pesquisou nas áreas de teoria algébrica dos números e geometria aritmética.

## Formação e carreira
Howson obteve o Ph.D. em matemática em 1998 na Universidade de Cambridge, orientada por John Coates, com a tese Iwasawa Theory of Elliptic Curves for ρ-Adic Lie Extensions.
Howson lecionou no MIT, Universidade de Cambridge, Universidade de Oxford e Universidade de Nottingham.

## Reconhecimentos
Howson recebeu o Prêmio Adams de 2002 por sua contribuição à teoria dos números e curvas elípticas, sendo a primeira mulher a receber este prêmio em seus 120 anos de história. Em uma entrevista, ela indicou que a natureza competitiva e obstinada da matemática superior é possivelmente parte do que desencoraja as mulheres de persegui-la.